# Giovanni de Riu
Giovanni Giorgio De Riu (Deriu secondo alcune fonti) (Macomer, 10 marzo 1924 – 11 dicembre 2008) è stato un pilota automobilistico italiano.
Iscritto al Gran Premio d'Italia 1954, fallì la qualificazione alla guida di una Maserati privata. Terminata la carriera di pilota, per diverso tempo lavorò alla Commissione Sportiva Automobilistica Italiana.

## Risultati in Formula 1
| 1954 | Scuderia       | Vettura        |  |  |  |  |  |  |  |    |  | Punti | Pos. |
| ---- | -------------- | -------------- |  |  |  |  |  |  |  | -- |  | ----- | ---- |
| 1954 | Pilota privato | Maserati A6GCM |  |  |  |  |  |  |  | NQ |  | 0     |      |

| Legenda | 1º posto     | 2º posto | 3º posto    | A punti         | Senza punti/Non class.  | Grassetto – Pole position Corsivo – Giro più veloce |
| Legenda | Squalificato | Ritirato | Non partito | Non qualificato | Solo prove/Terzo pilota | Grassetto – Pole position Corsivo – Giro più veloce |